# Opština Beočin
Opština Beočin (v srbské cyrilici Општина Беочин) je základní jednotka územní samosprávy v autonomní oblasti Vojvodina na severu Srbska. V roce 2011 zde žilo 15 726 obyvatel. Sídlem správy opštiny je město Beočin. Opština má protáhlý, západo-východní tvar.

## Sídla
Pod tuto opštinu spadají následující sídla:
| - Banoštor (780) - Beočin (8058) - Čerević (2826) | - Grabovo (138) - Lug (801) - Rakovac (1989) | - Susek (1132) - Sviloš (362) |